# Golfo de Khambhat
El golfo de Khambhat (del guyaratí: ખંભાતનો અખાત) o golfo de Cambay a veces mencionado como golfo de Jambhat) es una entrada del mar Arábigo localizada en la costa occidental de la India, que administrativamente pertenece casi en su totalidad al estado de Gujarat.

## Geografía
El golfo de Khambhat tiene unos 130 km de longitud y separa la península de Kathiawar, al oeste, de la parte oriental del estado de Gujarat en el este. Los ríos Narmada y Tapti desembocan en el golfo. El golfo es poco profundo y abundan en él los bancos de arena, incluyendo el Mal Bank en la desembocadura de los ríos y el Malacca Banks en la entrada del golfo desde el mar Arábigo. El golfo es conocido por sus mareas extremas, que varían mucho en altura y que se mueven con sorprendente velocidad. En marea baja, queda libre de agua una gran superficie hasta una cierta distancia de la ciudad de Khambhat. 
El desguace de barcos para su reciclaje es una industria importante en la zona de la ciudad de Alang, se aprovechan de las mareas altas para acercar los barcos a desguazar a la orilla, donde quedan varados al retirarse la marea, siendo desmantelados antes de repetirse la marea alta del golfo que ocurre cada dos meses.
El golfo de Khambhat ha sido un importante centro de comercio desde la antigüedad, sus puertos estaban conectados con el centro de la India, y servían como punto de partida para el comercio marítimo por las rutas del océano Índico. Bharuch, Surat, Khambhat, Bhavnagar y Damán y Diu, son históricamente importantes puertos marítimos. Bharuch ha sido importante desde tiempos antiguos; Khambhat era el principal puerto del golfo en la Edad Media, pero después de la colmatación de su puerto por los sedimentos, Surat se convirtió en el puerto más importante durante el imperio mogol. 
El año 2000, el ministro de ciencia y tecnología de la India, Murli Manohar Joshi, anunció que se habían hallado pruebas de la existencia de restos de una antigua civilización bajo las aguas del golfo, sin embargo, la comunidad de arqueólogos indios informó que el anuncio carecía de fundamento y que se realizó meramente por motivos políticos.